# Richard Sherman
Richard Kevin Sherman (Compton, Califórnia, 30 de março de 1988) é um comentarista esportivo e jogador aposentado de futebol americano profissional que atuava na National Football League, na posição de cornerback. Entre 2011 e 2017, ele havia defendido o Seattle Seahawks, time que o draftou. Na faculdade, ele atuou pela Universidade de Stanford, tanto como wide receiver como cornerback.
Apesar de ter sido escolhido apenas na quinta rodada do Draft, Sherman imediatamente se tornou titular na defesa de Seattle. Desde que entrou na liga, ele tem mais interceptações (20) e mais passes defendidos (61) que qualquer outro jogador na NFL, e muitos analistas o consideram o melhor cornerback em atividade da liga. Esta performance lhe garantiu, em 2014, uma extensão contratual com os Seahawks, totalizando US$ 57,4 milhões de dólares pelos próximos quatro anos (fazendo dele o cornerback mais bem pago da liga naquela temporada). Sherman fez parte da chamada "Legion of Boom", um apelido dado a poderosa secundária do Seahawks, que garantiu que Seattle tivesse a melhor defesa contra o passe em 2013 na NFL. Richard e seus companheiros contribuíram muito para a conquista do Super Bowl XLVIII, em Nova Iorque, para o seu time em fevereiro de 2014. A vitória na grande final foi de 43 a 8 sobre o Denver Broncos (que tinha tido um dos mais prolíficos ataques de todos os tempos naquele ano), sendo esta a terceira maior vitória, em termos de diferença de pontos, na história do Super Bowl.
Sherman também é conhecido por sua personalidade, tendência a fazer grandes jogadas e por frequentemente fazer trash-talks (falar insultos) aos demais jogadores, o que chamou a atenção tanto da liga, quanto da imprensa e dos fãs. Em um caso específico que ganhou muita cobertura da mídia, foi durante uma entrevista pós jogo após uma jogada que ele fez que garantiu a vitória dos Seahawks sobre o rival San Francisco 49ers na final da NFC de 2013, em que ele comentou ao vivo com a repórter que ele era "o melhor corner[back] do jogo" e disse ainda que o recebedor de San Francisco, Michael Crabtree, que ele havia conseguido a jogada em cima, era um jogador "medíocre".
Em junho de 2014, ele foi eleito para ser a capa do popular video game Madden NFL 15.
Ele foi dispensado pelos Seahawks, em 2018, apos sete temporadas com o time. Ele então assinou um contrato com o San Francisco 49ers por três anos, valendo US$ 39 milhões de dólares, sendo dispensado ao fim de 2020. Em 2021, Sherman assinou com o Tampa Bay Buccaneers, ficando lá apenas um ano.